# J.A. Hansen
 Der er flere personer med dette navn, se J.A. Hansen (flertydig).
Jens Andersen Hansen, kendt som J.A. Hansen (udtales I.A. Hansen), (7. januar 1806- 1. juni 1877), dansk politiker (bondeven, senere venstremand), først skomager, senere redaktør.

## Ungdom
Som ung skomager i Rudkøbing tilsluttede han sig De gudelige vækkelser. Fra 1833 var han grundtvigsk skribent. Da han senere blev politiker, kom han i modsætning til grundtvigianerne.
I 1842 grundlagde J.A. Hansen avisen Almuevennen, som han derefter redigerede i mange år.

## Bondevennen
I 1846 blev han sekretær for Bondevennernes Selskab. I 1848-1849 var han medlem af Den grundlovgivende Rigsforsamling. Derefter var han folketingsmand fra 1849 til sin død i 1877.
Straks ved sit valg til Rigsforsamlingen i 1848 blev han én af Bondevennernes ledende politikere. Derefter var han partileder frem til 1870.
J.A. Hansen stod som almuens politiske leder, og han bevarede sit almuesind livet igennem. I 1850'erne var modsætningen mellem almue og embedsmænd det mest brændende indenrigspolitiske problem. I disse år opstod der en dyb kløft mellem J.A. Hansen og det nationalliberale embedsmandsparti. Som politiker var han udpræget demokrat, og han arbejdede for sociale reformer.

## Venstremanden
Ved valget i 1864 tilsluttede en del af bondestanden sig Det Nationale Venstre. J.A. Hansen blev nu leder af Det folkelige Venstre, der fortsatte Bondevennernes politik.
I oktober 1865 indgik J.A. Hansen et forbund med godsejerne (de store og små bønder). I samarbejde med godsejerne vil J.A. Hansen fratage de nationalliberale embedsmænd deres politiske indflydelse. Resultatet blev godsejerlandstinget i Grundloven af 1866.
Den nye grundlov splittede Det Folkelige Venstre. Flertallet fulgte J.A. Hansen og stemte ja til den privilegerede valgret. Et mindretal fulgte A.F. Tscherning og stemte nej.
J.A. Hansen havde håbet, at samarbejdet med godsejerne ville bane vej for en fælles regering af godsejere og bønder. Da det kom til stykket, valgte godsejerne dog i stedet at optage nationalliberale ministre i regeringen. Denne skuffelse undergravede J.A. Hansens anseelse som partileder.

## Sidste år
I 1870 indgik Det Folkelige Venstre i Det forenede Venstre. J.A. Hansen var medstifter af partiet, men han fik kun begrænset indflydelse i det nye parti. Efter sit økonomiske sammenbrud i 1877 blev han sigtet for underslæb. Han døde, inden politiet blev færdige med at undersøge sagen.

## Litterær virksomhed
J.A. Hansen virkede desuden som flittig forfatter af politiske og historiske skrifter. Hovedværket er de fire bind om Vor Forfatnings Historie fra 1848 til 1866 (1868-1876). Derudover skrev han sin selvbiografi (Mit Livs Historie og Gjerning, som tidsskriftrække i Almuevennen 1873-1874, udgivet som selvstændigt værk i 2 bind 1874-75), Politiske Skildringer af afdøde danske Mænd, der have gjort sig bemærkede i vor politiske Udviklings-Historie fra 1830 til Nutiden (1854)  samt en række af trykte taler og politiske pamfletter. Hans Efterladte Skrifter blev udgivet af A. Hansen og O.L. Hansen i 1878-79.